# Air Guinee Express
Air Guinee Express was een Guineese luchtvaartmaatschappij met haar thuisbasis in Conakry.

## Geschiedenis
Air Guinee Express is opgericht als Air Guinee in 1960 door de Guineese overheid. Na een mislukte reorganisatie in 1992 ter verbetering van de exploitatie werd de maatschappij overgenomen door de groep Futurelec die de nieuwe naam Air Guinee Express invoerde.

## Diensten
Air Guinee Express voert lijnvluchten uit naar: (zomer 2006)
- Abidjan, Bamako, Banjul, Conakry, Dakar, Freetown en Lagos.

## Incidenten
Air Guinee is betrokken geweest bij vier grotere incidenten, waarvan er één met dodelijke slachtoffers.
Op 9 juli 1967 stortte een Ilyushin IL-18 van Air Guinee neer op 8 mijl van de landingsbaan van het vliegveld Casablanca (Marokko) tijdens zijn tweede poging om te landen op het vliegveld. Het toestel had oorspronkelijk als bestemming Rabat maar moest uitwijken vanwege de mist. Geen van de 102 inzittenden kwam om het leven, maar het vliegtuig was onherstelbaar beschadigd.
Op 3 september 1978 stortte een Ilyushin IL 18-D neer tijdens het naderen van de thuisbasis Conakry op een vlucht vanuit Moskou. Het vliegtuid kwam terecht in een moeras. Het is het op een na zwaarste ongeluk van Guinee: 15 van de 17 inzittenden kwamen hierbij om het leven (1 bemanningslid en 1 passagier overleefden het ongeluk).
Op 31 maart 1980 ging een Antonov 24 verloren op het internationale vliegveld Conakry doordat het doorschoot op de landingsbaan. Geen van de 35 inzittenden kwam om, maar het toestel ging verloren.
Op 5 februari 1991 verongelukte een Antonov 26 bij Monrovia. Het toestel ging verloren, maar alle 65 inzittenden overleefden het ongeluk. (Volgens sommige bronnen ging het overigens om een Antonov 12.)

## Vloot
De vloot van Air Guinee Express bestond in maart 2007 uit:
- 1 Boeing B737-200
- 4 Antonov AN-12
- 4 Antonov AN-24B
- 1 Bombardier Dash7-100